# Академическая увертюра
Академическая увертюра (нем. Akademische Festouvertüre), опус 80 — оркестровое произведение, написанное Иоганнесом Брамсом летом 1880 года и впервые исполненное 4 января следующего года в Бреслау. Примерная продолжительность увертюры ― 10 минут.
Произведение состоит из четырёх частей.
1. Allegro ― в до миноре
2. Maestoso ― в до мажоре
3. Animato ― в соль мажоре
4. Maestoso ― в до мажоре

Увертюра написана для пикколо, 2 флейт, 2 гобоев, 2 кларнетов, 2 фаготов, контрафагота, 4 валторн, 3 труб, 3 тромбонов, тубы, литавр, бас-барабана, тарелок, треугольника и струнных.